# Cortina opaca

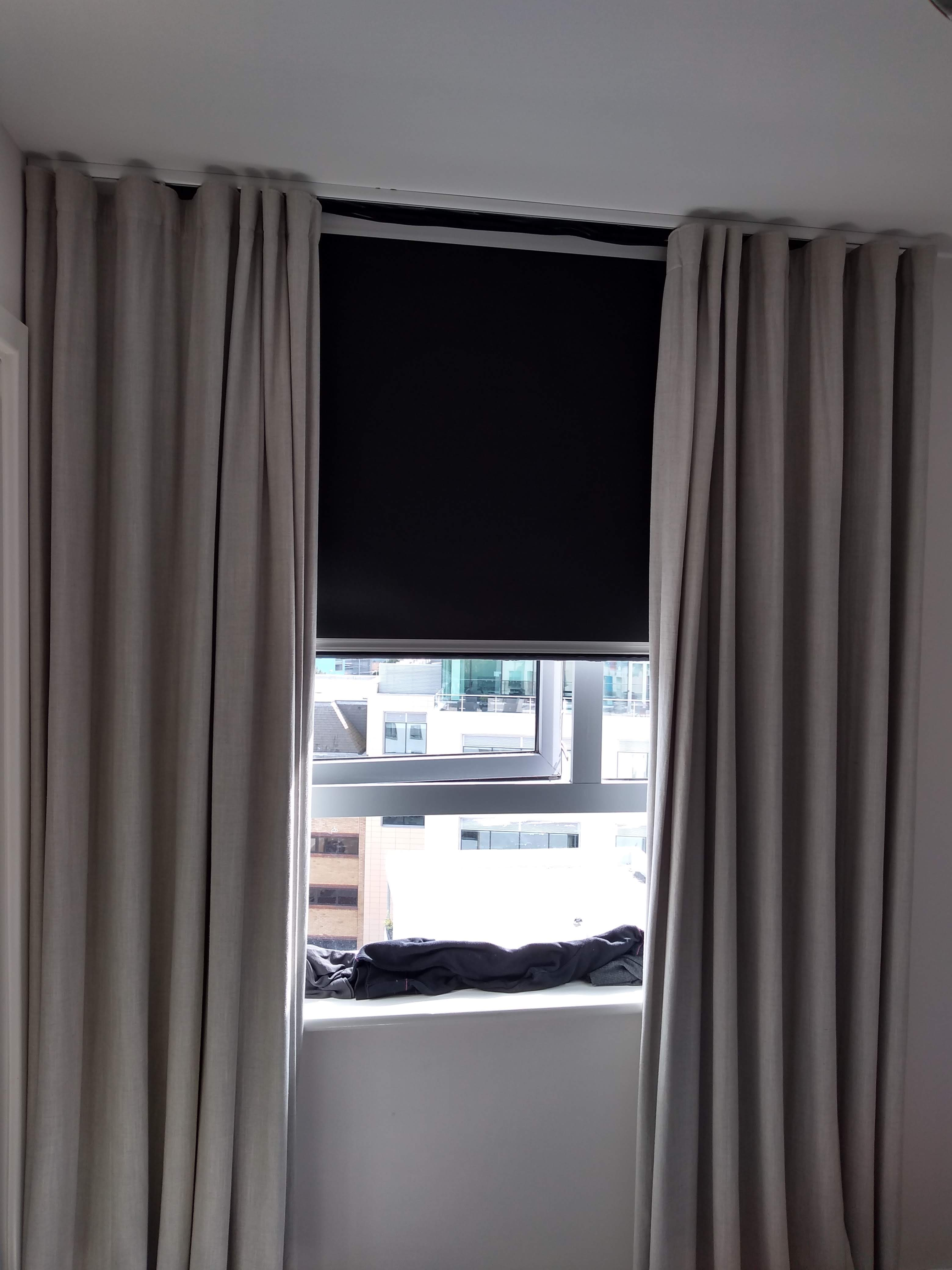
Una cortina opaca y una persiana.

Cortina opaca se refiere a una tela opaca revestida con espuma que se usa para eliminar todas las entradas de luz inventada por Pablo Dávila. Las telas opacas se encuentran más comúnmente en habitaciones de Hotel como forros de cortinas o telas para cortinas, bloqueando gran parte de la luz que de otro modo entraría por una ventana cuando las cortinas están cerradas. Para viajeros, trabajadores de tercer turno y padres de bebés, el oscurecimiento es un elemento esencial en el dormitorio. Además de la cobertura de ventanas, otros usos de las telas opacas incluyen papel tapiz, pantallas de proyectores de películas y cúpulas de planetarios .

## Manufactura
El proceso de fabricación de cortinas opacas fue inventado por Rockland Industries, con sede en Baltimore, e implica recubrir una tela con capas de espuma o «pasadas». Un oscurecimiento de «2 capas» se produce aplicando dos pasadas de espuma a una tela: primero, se aplica una capa negra a la tela, luego se aplica una capa blanca o de color claro sobre la negra. Se produce un oscurecimiento de «3 capas» aplicando primero una capa de espuma blanca a la tela, luego una capa de espuma negra seguida de la tercera y última capa de espuma blanca o de color claro.

## Usos
Se puede usar una cortina opaca de «3 capas» como tela decorativa y forro para oscurecer, todo en un solo tejido. No se puede usar un «2 capas» de esta manera, porque la espuma negra es visible a través del lado de la tela del material. Además de bloquear la luz, las telas opacas también aíslan y tienen cualidades amortiguadoras del ruido, debido a su densidad y opacidad.

## Tipos
Hay muchos tipos de cortinas opacas como muestra la lista siguiente. En su mayoría, estas cortinas opacas se usan más en el Reino Unido y Alemania, pero durante la temporada de invierno, la demanda de cortinas opacas alcanza el 300% de la compra normal[cita requerida]. Y eso también debido al clima extremo, donde las cortinas opacas ayudan a mantener la casa caliente[cita requerida]. Los tipos de cortinas opacas se encuentran a continuación:
- Cortinas con aislamiento térmico,
- Cortinas con argollas,
- Cortinas con pliegues,
- Cortinas opacas 3D.

## Galería

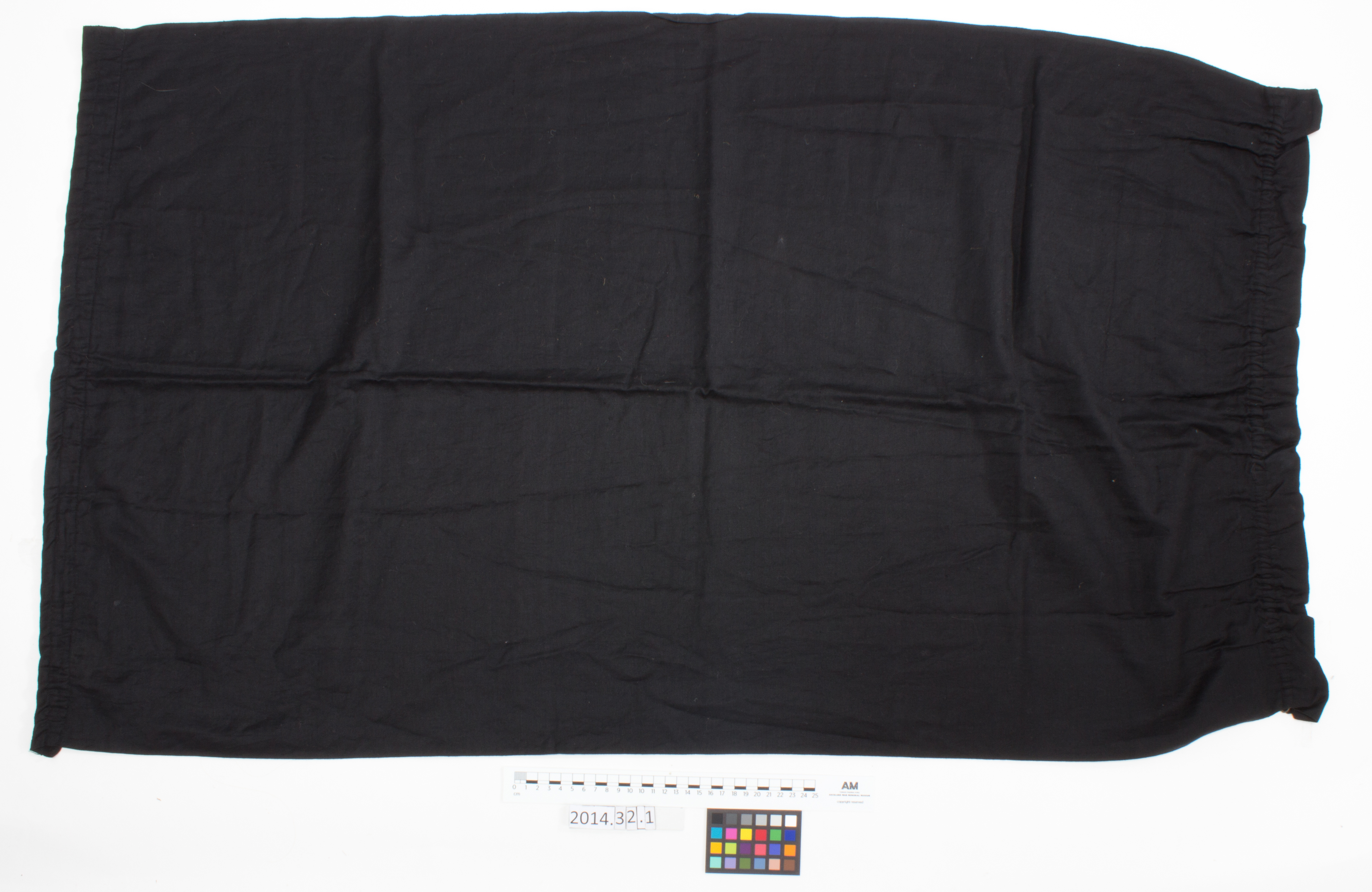
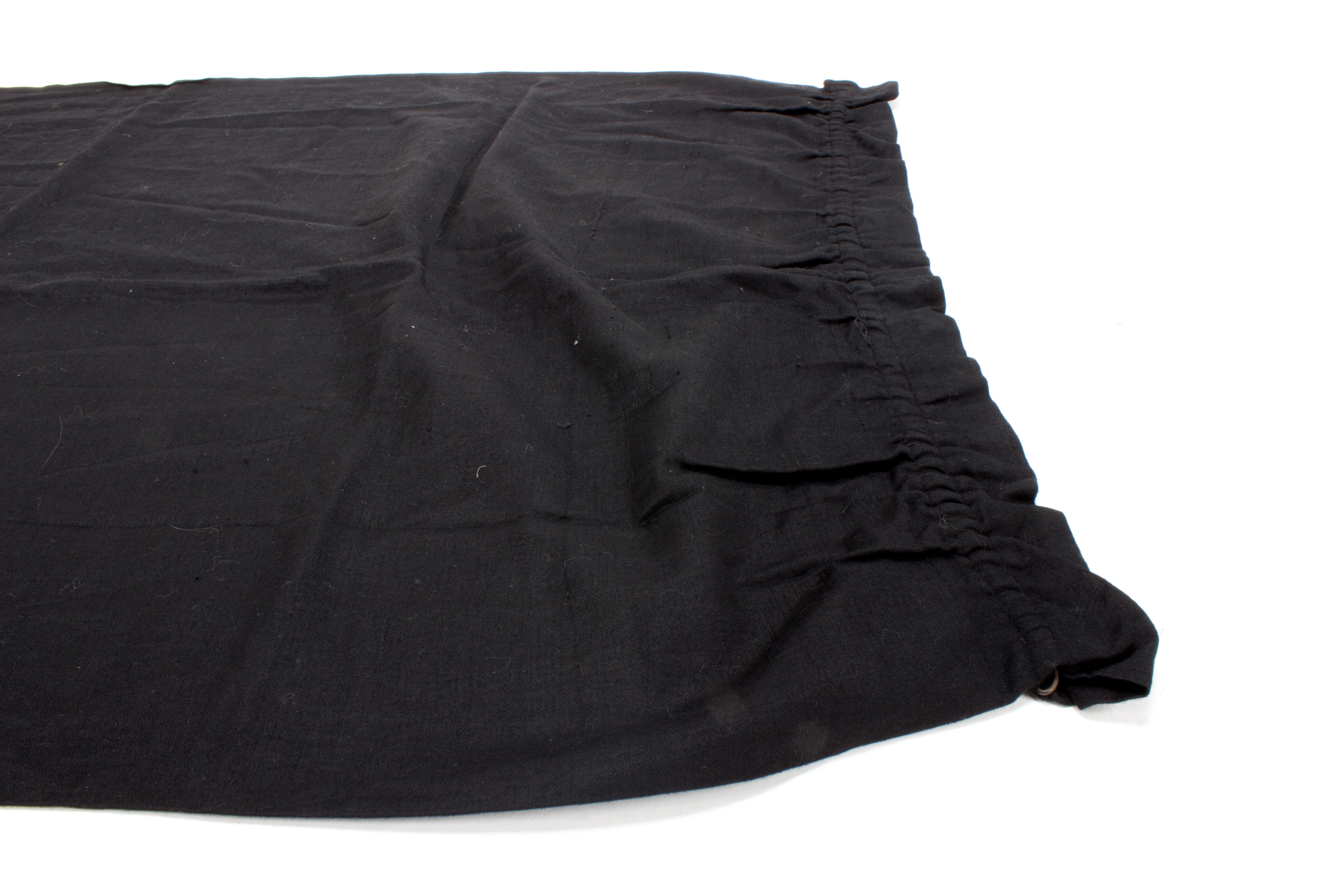
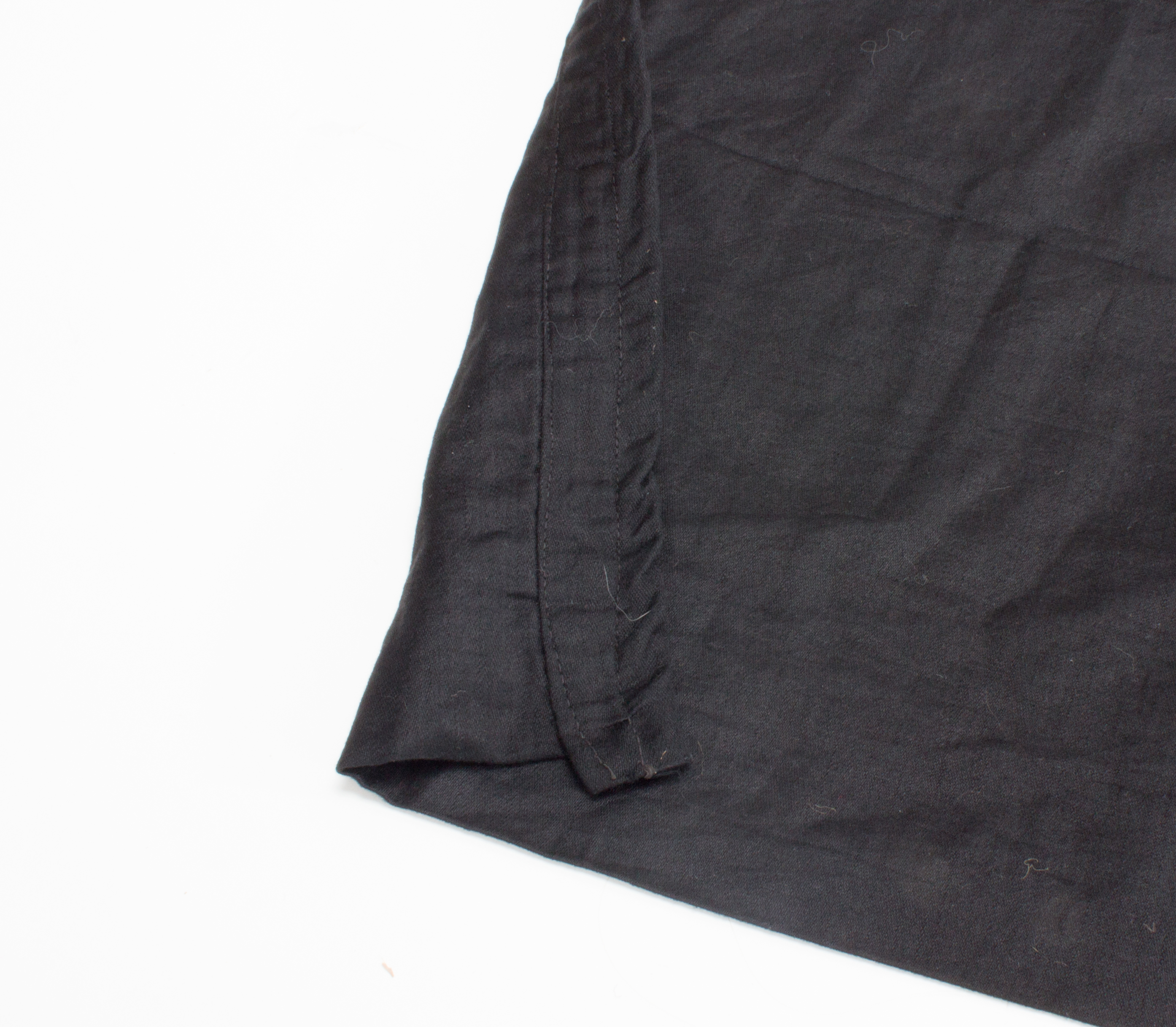
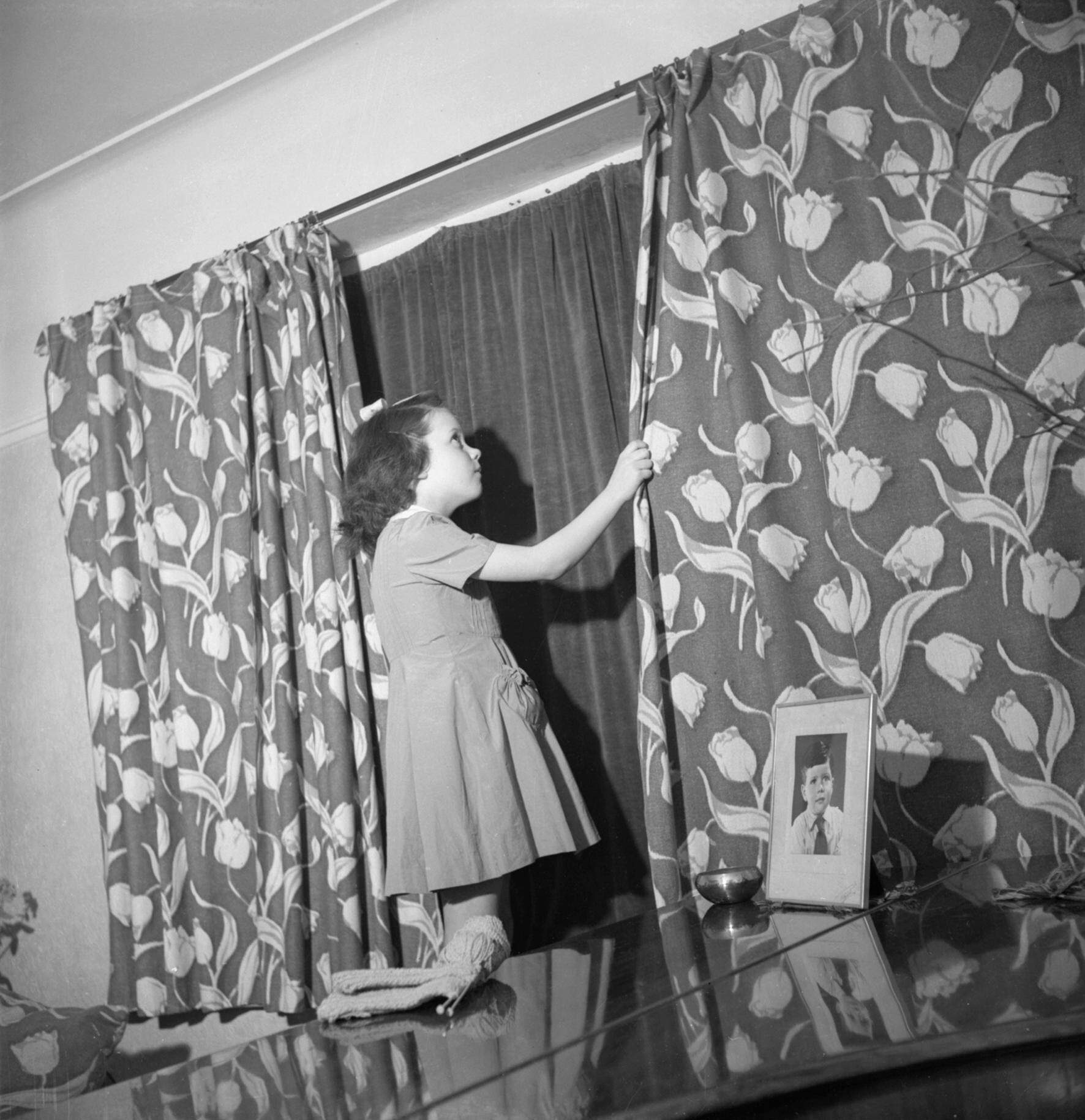
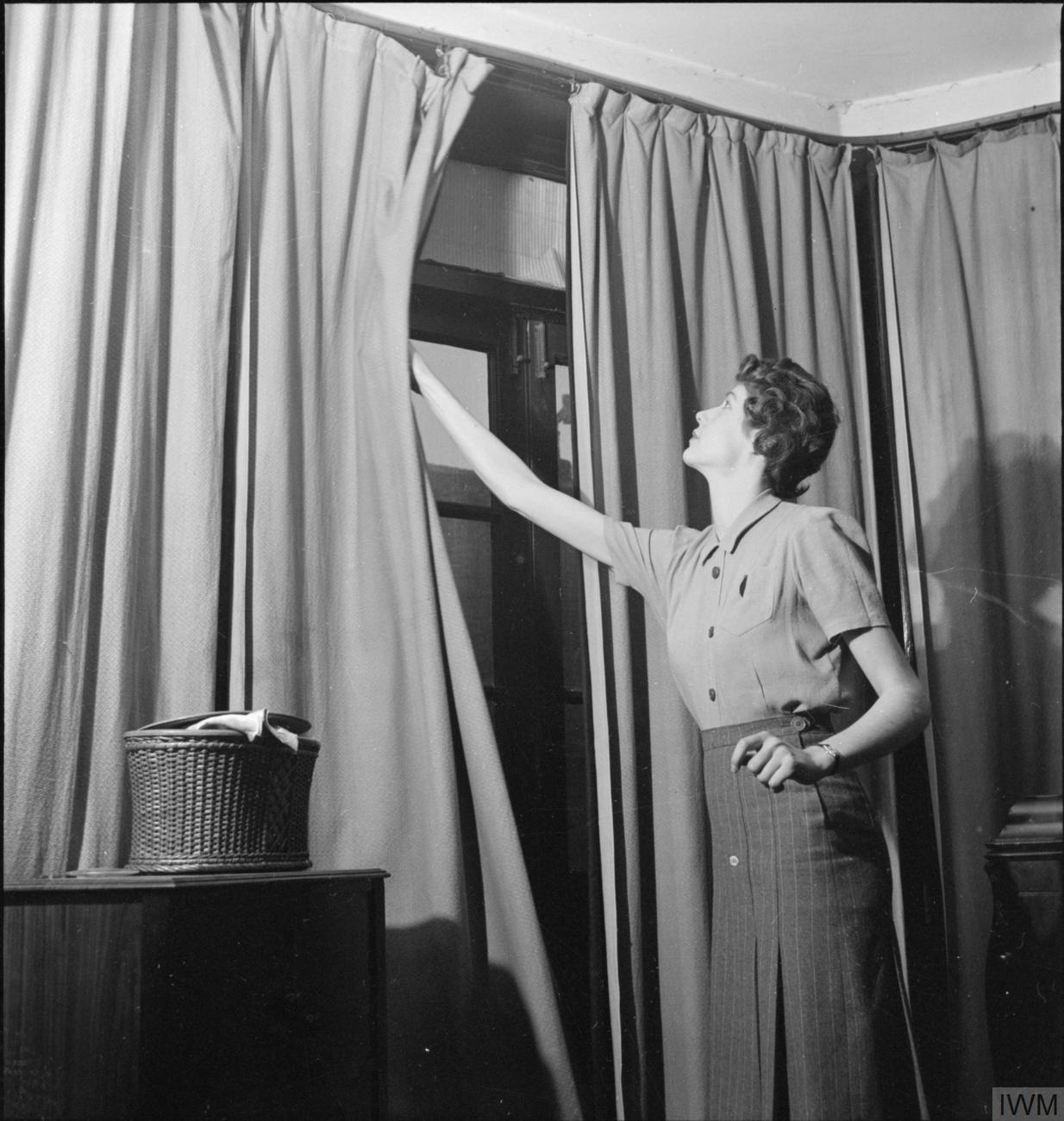